# Caroline von Holnstein

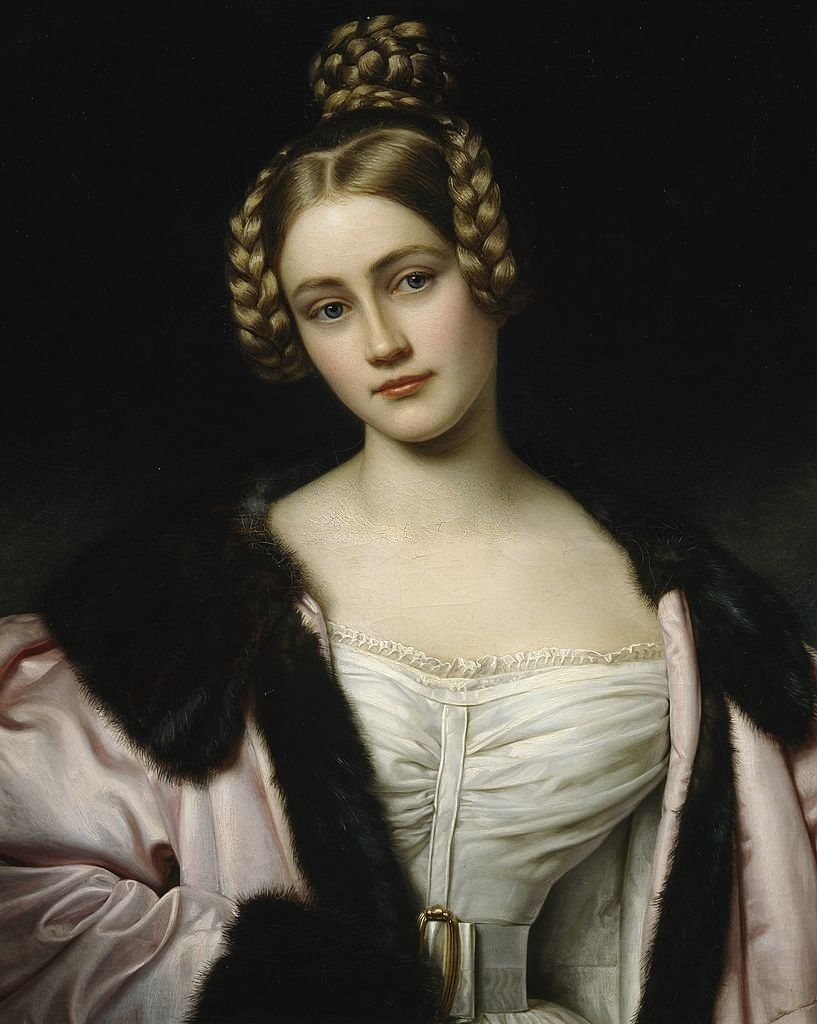
Portrait of Caroline von Holnstein

Caroline von Holnstein , född 1815, död 1859, var en tysk adelskvinna, känd för sin skönhet och okonventionella livsstil. Caroline von Holnstein var en av de 36 berömda skönheter som porträtterades i Schönheitengalerie (Skönhetsgalleriet) i München mellan 1827 och 1850. 
Caroline von Holnstein var dotter till adelsmannen Carl Theodor Freiherr von Spiering. Hon gifte sig 1831 med Carl Theodor Graf Holnstein. Äktenskapets syfte var en egendomsöverföring mellan familjerna. Efter sitt giftermål presenterades hon vid det bayerska hovet i München där hon blev en av de ledande profilerna och berömd för sin skönhet. Hon förälskade sig i den gifte Wilhelm Freiherrn von Künsberg , som besvarade hennes känslor, och när han år 1836 blev änkling flyttade hon öppet in med honom på slottet Fronberg och levde sambo med honom. Hennes make vägrade att gå med på skilsmässa, men accepterade förhållandet och gick med på att låta hennes barn med honom uppfostras med de barn hon fick med sin sambo. Caroline von Holnstein gifte sig med Wilhelm Freiherrn von Künsberg efter sin makes död 1857. 